# 89
89 је била проста година.

## Догађаји
- Конзули Тит Аурелије Фулв и Марко Асиније Атратин. Конзул-суфект Јаволен Приск.
- Домицијана су поразили Дачани предвођени Децебалом.
- Неуспели покушај побуне гувернера Горње Немачке Антонија Сатурнина. Побуна је лако угушена.

### Јануар
- 1. јануар — Луције Антоније Сатурнин подиже побуну против римског цара Домицијана (угушена је до 24. јануара).

## Смрти
- Луције Антоније Сатурнин, римски политичар и генерал
- Поликарп I Цариградски, грчки бискуп Византиона